# Solagna
Solagna (velenceiül Sołanja) település Olaszországban, Veneto régióban, Vicenza megyében. Lakosainak száma 1795 fő (2023. január 1.). Solagna Bassano del Grappa, Pove del Grappa, Romano d'Ezzelino és Valbrenta községekkel határos.

## Népesség
A település népességének változása:
| Lakosok száma | 1889 | 1875 | 1795 |
|               | 2017 | 2018 | 2023 |